# Louis Van Keymeulen
Louis Albert Emmanuel Van Keymeulen (Antwerpen, 1842 - Bergen op Zoom, 1915) was een Belgisch literatuurhistoricus.
Bij koninklijke besluit van 25 juni 1894 werd hij benoemd tot lid van de commissie kunsten en muziek, op voordracht van minister Leon De Bruyne voor de Wereldtentoonstelling van 1894.
- Bibliothèque nationale de France: cb107035861 (data)
- International Standard Name Identifier: 0000 0001 1364 5068
- Library of Congress Control Number: no2010065244
- Nederlandse Thesaurus van Auteursnamen: 07204389X
- Virtual International Authority File: 166070442
- WorldCat: E39PBJbRmPBTcF7kTJfYt7JdQq